# Колледж-Стейшен (Техас)

Территория агломерации Колледж-Стейшен (красным) и Брайана (севернее серым) в округе Бразос

Колледж-Стейшен (англ. College Station) — моногород в центре округа Бразос, штат Техас, США. Территория города составляет 132,87 км², из которых водоёмы занимают 0,36 км² (около 0,27 %). Согласно данным 2019 года, в городе проживают 117 911 человек.
Развился вокруг кампуса Техасского аграрно-механического колледжа (ныне одно из крупнейших высших учебных заведений США Техасский университет A&M). В настоящее время образует городскую агломерацию с административным центром округа Бразос городом Брайан c суммарным населением 273101 человек (2019).
- FIPS-код города — 48-15976[2]
- GNIS-идентификатор — 1354786[3]

## История
Город основан в 1860 году, а в 1876 году открылся колледж. В 1990-х годах Колледж-Стейшн и Техасский университет A&M привлекли к себе внимание всей страны, когда в 1997 году здесь открылась Президентская библиотека Джорджа Буша. Вновь к этому месту было привлечено внимание, когда в 1999 году 12 человек были убиты и 27 ранены при обрушении, вызванном «костром Эгги».

## Транспортная система

### Общественный транспорт

#### Автобусные сети
- The District (прежнее название Brazos Valley Transit Authority) — платная маршрутная автобусная система в агломерации Брайан/Колледж-Стейшен. Остановочные пункты, кроме конечных, отсутствуют, расписание автобусов отражает примерное время нахождения автобусов (выходящих раз в час) на перекрестках определенных улиц; автобусы останавливаются по «голосованию» в любой точке маршрута.

- Texas A&M Transportation Services — бесплатная маршрутная автобусная система, принадлежащая системе Texas A&M University, предназначенная, в первую очередь, для студентов университета, а также для его сотрудников и преподавательского состава. График работы изменяется в соответствии с учебным планом: с 7 утра до 6 вечера будних дней в течение семестров автобусы ходят с интервалом от 6 до 15 минут (в зависимости от маршрута), после 6 вечера и в выходные — раз в час; в каникулярный и некоторые другие периоды активность сервиса в основной будничный период снижается, а вечером и в выходные дни — отсутствует. В дни футбольных игр автобусная система дополнительно предоставляет park-and-ride сервис для болельщиков до и от стадиона Kyle Field[4].

#### Маршрутные такси
- Groundshuttle - предоставляет "шаттлы", курсирующие между местным аэропортом Easterwood и аэропортами Хьюстона (Аэропортом им. У.П. Хобби и Хьюстон Интерконтинентал им. Дж. Буша).

### Аэропорты

#### Местное сообщение
- Easterwood Airport (CLL) расположен в юго-западной части Колледж-Стейшен на территории кампуса Texas A&M University, осуществляет перевозки между городом и крупными аэропортами Далласа and Хьюстона.
- Coulter Field (CFD) принадлежит городу Брайан, расположен в восточной части города.

#### Международное сообщение
Прямое международное сообщение у города отсутствует, ведется через международные аэропорты Хьюстона и Остина:
- Аэропорт Хьюстон Интерконтинентал им. Джорджа Буша (IAH) — около 119 км от центра Колледж-Стейшен.
- Международный аэропорт Остин Бергстром (AUS) — около 137 км от центра Колледж-Стейшен..

### Основные автомагистрали
- State Highway 6: Earl Rudder Freeway (East Bypass)
- State Highway 6 Business: Texas Avenue South
- State Highway 30: Harvey Road
- State Highway 40: William D. Fitch Parkway
- State Highway 47
- State Highway 308: College Avenue
- Farm to Market Road 60: University Drive / Raymond Stotzer Parkway
- Farm to Market Road 2154: Wellborn Road
- Farm to Market Road 2347: George Bush Drive
- Farm to Market Road 2818: Harvey Mitchell Parkway (West Bypass)

### Железнодорожное сообщение
- Union Pacific Rail line: Union Pacific Corporation (NYSE: UNP)